# Cryptonanus chacoensis
La comadrejita enana o marmosa grácil de El Chaco (Cryptonanus chacoensis) es una especie de marsupial del género Cryptonanus que integra la familia de los didélfidos. Habita en bosques en galería, pajonales y matorrales en el centro de Sudamérica.

## Taxonomía
Descripción original e historia taxonómica
Este taxón fue descrito originalmente en el año 1931 por el botánico y zoólogo estadounidense —nacido en Inglaterra— George Henry Hamilton Tate, considerándolo una subespecie de Marmosa agilis, con el nombre científico de Marmosa agilis chacoensis.
En el año 1933, George Tate publicó material de Sapucay (Paraguay) tanto de Marmosa agilis agilis como de M. a. chacoensis, sin percatarse de la paradoja que significaba que, simpátricamente, esta última habitase en una misma localidad con la subespecie típica. En el año 1958, el zoólogo y paleontólogo español —nacionalizado argentino— Ángel Cabrera Latorre, al pensar que era improbable que ambos taxones cohabiten en una misma localidad, y aparentemente sin haber examinado el material en cuestión, sinonimizó a M. a. chacoensis en la subespecie típica (Marmosa agilis agilis).
Algunos autores, por ejemplo Elio Massoia y A. Fornes, continuaron considerando válido al taxón y en la categoría subespecífica en la cual fue descrito.
En el año 1989, A. L. Gardner y G. K. Creighton coinciden en la sinonimia indicada por Cabrera, pero transfieren a Marmosa agilis a un nuevo género que ellos crean: Gracilinanus.
En el año 2005, Robert S. Voss, Darrin P. Lunde y Sharon A. Jansa confirman su validez, al mismo tiempo que la elevan a la categoría de especie plena y la incluyen en un nuevo género que ellos mismos crean: Cryptonanus (Cryptonanus chacoensis). En los siguientes años, este criterio taxonómico fue seguido por todos los autores que trataron el género o la especie.
Localidad tipo
La localidad tipo referida es: “Sapucay, departamento de Paraguarí, Paraguay”.
Holotipo
El ejemplar holotipo designado es el catalogado como: BMNH 4.1.5.48. Fue capturado por W. Foster, el 10 de agosto de 1903. La etiqueta adosada a la piel agregaba la leyenda: “Atrapado dentro del hueco de un tronco”. Se encuentra depositado en el Museo de Historia Natural, de Londres. También se presentaron 5 paratipos.
Etimología
Etimológicamente el término genérico Cryptonanus se construye con palabras en el idioma griego, en donde: kruptos significa 'oculto' y nanos es 'enano', haciendo alusión a que la privativa identidad taxonómica que le correspondía a estos pequeños marsupiales ha estado oculta durante mucho tiempo, sumergida en Gracilinanus. El epíteto específico chacoensis es un topónimo que refiere a la región biogeográfica donde fue descubierto el ejemplar tipo.

## Características
Cryptonanus chacoensis se caracteriza por presentar el pelaje dorsal marrón-ceniza y el ventral homogéneamente blanquecino (sin base ceniza), mamas inguinales abdominales en número de 4- 1-4 5 9, molares pequeños (LM5 de 4,9 a 5,4 mm) y un cíngulo anterior incompleto en M3. Alrededor de los ojos exhibe una estrecha faja de pelos oscuros. La cola es prensil, cubierta de diminutos pelos. No posee marsupio. La longitud de la cabeza más la del cuerpo es de entre 82 y 100 mm, la de la cola es de entre 95 y 126 mm; el peso de un ejemplar adulto ronda entre 14 y 16 g.

## Distribución geográfica y hábitat
Cryptonanus chacoensis se distribuye en el centro de Sudamérica, en el centro-este de Brasil, en el norte y centro de la Argentina, en gran parte del Paraguay y en el sur de Bolivia, ya que, si bien Anderson reportó 4 especímenes de 3 localidades, y el único ejemplar que pudo verificarse (el de Chuquisaca) resultó ser una especie no identificada del género Marmosops, posteriormente fue confirmada por A. L. Gardner.
Habita en ambientes ecotonales, mosaicos de praderas y bosques húmedos, hábitats antropogénicos (campos agrícolas y crecimiento secundario de malezas alrededor de las casas), bosques en galería, plantaciones de mimbre (Salix), matorrales y pajonales de cortaderas (Cortaderia selloana con Scirpus giganteus), etc. Construye nidos con diversos materiales colocándolos en agujeros y ramas de árboles, desde cerca del nivel del suelo hasta 1,6 m de altura. Es capturado por la lechuza de los campanarios (Tyto alba).

### Argentina
Chaco
- Las Palmas (50 m s. n. m.) colectado por A. Wetmore el 13 de julio de 1920.[14]

Jujuy
- Santa Bárbara (1800 m s. n. m.) colectado por Francisco Contino el 20 de junio de 1960.[14]
- Yuto (349 m s. n. m.) colectado por Francisco Contino el 10 de noviembre de 1961.[14]

También ha sido citada de las provincias de: Buenos Aires, Corrientes, Entre Ríos, Formosa, Misiones y Salta.

### Paraguay
Alto Paraguay
- Destacamento Palmar de las Islas
- Estancia Doña Julia (60 m s. n. m.)

Caazapá
Estancia Dos Marías, río Tebicuary
Canindeyú
- Curuguaty (13,3 km al norte, a 255 m s. n. m.)[16]

Concepción
- Concepción (175 m s. n. m.)[16]
- Paso Horqueta (río Aquidabán)

Cordillera
- Tobatí (1,6 km al sur, 100 m s. n. m.)[16]

Departamento de Paraguarí
- Sapucay (220 m s. n. m.)[16]

Departamento de Presidente Hayes
- Estancia La Victoria (120 m s. n. m.).

### Brasil
Minas Gerais
- Peirópolis (20 km al oeste de Uberaba)[16]

Mato Grosso del Sur
- Pantanal[17][18]